# 남성중심주의
남성중심주의(Androcentrism)는 남성이 세상의 중심이라고 보거나, 무의식적으로 남성을 기준으로 세상을 바라보는 관점이다.
과거 영어에서 소방관을 Fireman으로 칭한 것처럼 남성을 기본형으로 한 언어 역시 남성중심주의적이라고 비판받는다.

## 같이 보기
- 남근중심주의
- 여성중심주의(Gynocentrism)
- 성 중립적 언어(Gender-neutral language)